# Flagge der Republik Suvadiva
Die Flagge der Republik Suvadiva war die Nationalflagge der international nicht anerkannten Republik der Vereinigten Suvadiva-Inseln, die von 1959 bis 1963 im Süden der Malediven bestand.

## Beschreibung und Bedeutung
Die Flagge besteht aus einer horizontalen Trikolore; von oben nach unten drei Streifen von blauer, grüner und roter Farbe. In der Mitte befinden sich Halbmond und Stern in Weiß als Symbol des Islam, dazu kommen zwei weitere weiße Sterne rechts oben und links unten. Die Sterne und der Halbmond bilden eine ansteigende, diagonale Linie. 
Die Farben Rot, Grün und Weiß finden sich auch in der Flagge der Malediven und wurden von dieser vermutlich übernommen. Die Herkunft und Bedeutung der blauen Farbe ist unklar. 
Da das Aussehen der Flagge nicht offiziell festgelegt wurde, finden sich verschiedene Varianten, unter anderem mit anderer Farbsättigung der Streifen, veränderter Position und Größe der Sterne oder anderem Seitenverhältnis. 

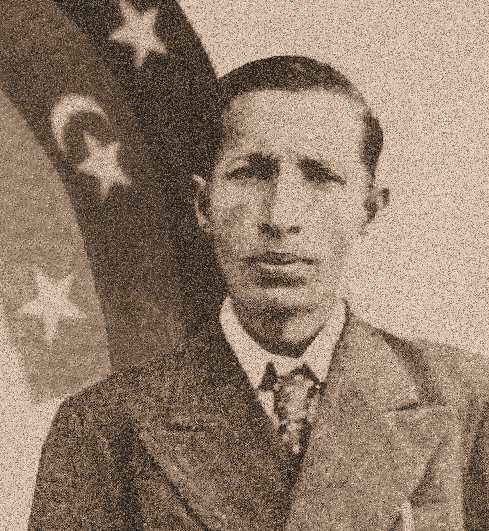
Staatspräsident Abdullah Afeef vor einer Variante der Nationalflagge